# گویش‌های جنوبی روسی
گویش‌های جنوبی روسی طیفی از لهجه ها، گویش های بهم پیوسته زبان روسی است که در مناطق جنوب غرب کشور روسیه رایج است.این گویش ها که در مناطقی مانند تولا، کاگولا، کورسک، ریازان رواج دارد تفاوت های عمده ای با زبان روسی رسمی داشته و تا اندازه ای به گویش های زبان اوکراینی نزدیک است.